# Jacqueline McKenzie
Jacqueline Susan McKenzie (Sydney, 24 de outubro de 1967) é uma atriz australiana, com trabalhos na televisão, teatro e cinema.

## Carreira
McKenzie fez sua estréia no filme Wordplay, de 1987, e nos palcos na peça Child Dancing, pela Griffin Theatre Company. Causou uma forte impressão em Romper Stomper (1992), e nos próximos anos foi considerada pela crítica australiana como uma das mais promissoras jovens atrizes.
Recebeu indicações para o Australian Film Institute Awards por sua atuação em Stark, e This Won't Hurt a Bit (ambos de 1993), The Battlers e Traps (ambos de 1994) antes de ganhar 2 prêmios em 1995 como "Melhor Atriz em Série Dramática" por Halifax f.p: Lies of the Mind, e "Melhor Atriz Principal" por Angel Baby.
Com todo o sucesso ela arriscou a carreira nos EUA e conseguiu seu green card, como "Pessoa de Habilidade Extraordinária". Ela posteriormente trabalhou em filmes como Deep Blue Sea (1999) e Divine Secrets of the Ya-Ya Sisterhood (2002).
Em 2004 ela assumiu o papel da agente Diana Skouris na série de ficção-científica The 4400, sendo um dos maiores sucessos do ano, e que já confirmou a 4ª temporada para 2007. Ela também atuou num episódio de Two Twisted (2006), um programa da televisão australiana.

## Filmografia

### Cinema
| Ano  | Título                                                | Papel                       | Obs.         |
| ---- | ----------------------------------------------------- | --------------------------- | ------------ |
| 1987 | Wordplay                                              | Pandora Imogene Lesley      |              |
| 1987 | The Riddle of the Stinson                             | Usherette                   |              |
| 1988 | All the Way                                           | Penelope Seymour            |              |
| 1992 | Romper Stomper                                        | Gabrielle                   |              |
| 1993 | This Won't Hurt a Bit                                 | Vanessa Prescott            |              |
| 1993 | Stark                                                 | Rachel                      |              |
| 1994 | Halifax FP episódio Lies of the Mind                  | Sharon Sinclair             |              |
| 1994 | Talk                                                  | The Girl                    |              |
| 1994 | Traps                                                 | Viola                       |              |
| 1994 | The Battlers                                          | Dancy Grimshaus             |              |
| 1995 | Roses Are Red                                         | Joy                         |              |
| 1995 | Angel Baby                                            | Kate                        |              |
| 1996 | Mr. Reliable                                          | Beryl Muddle                |              |
| 1997 | The Devil Game                                        | Frankie Smith               |              |
| 1997 | A Cut in the Rate                                     |                             |              |
| 1997 | Kangaroo Palace                                       | Catherine Macaleese         |              |
| 1997 | Under the Lighthouse Dancing                          | Emma                        |              |
| 1998 | Freak Weather                                         | Penny                       |              |
| 1998 | Love from Ground Zero                                 | Samantha                    |              |
| 1999 | Deep Blue Sea                                         | Janice Higgins              |              |
| 2000 | Kiss Kiss (Bang Bang)                                 | Emma                        |              |
| 2000 | On the Beach                                          | Mary Davidson Holmes        |              |
| 2000 | Eisenstein                                            | Pera                        |              |
| 2001 | When Billie Beat Bobby                                | Margaret Court              |              |
| 2002 | Divine Secrets of the Ya-Ya Sisterhood                | Younger Teensy Whitman      |              |
| 2003 | Preservation                                          | Daphne                      |              |
| 2004 | Human Touch                                           | Anna                        |              |
| 2004 | Peaches                                               | Jude                        |              |
| 2005 | Opal Dream                                            | Annie Williamson            |              |
| 2006 | Nightmares and Dreamscapes episódio Umney's Last Case | Linda Landry/Gloria Demmick |              |
| 2010 | Beneath Hill 60                                       | Emma Waddell                |              |
| 2014 | Fell                                                  | Rachel                      |              |
| 2014 | The Water Diviner                                     | Eliza Connor                |              |
| 2015 | Force of Destiny                                      | Hannah                      |              |
| 2017 | Don't Tell                                            | Jean Dalton                 |              |
| 2017 | Three Summers                                         | Prof. Wellborn              |              |
| 2017 | The Gateway                                           | Jane Chandler               |              |
| 2018 | Occupation                                            | Colonel Grant               |              |
| 2018 | Harmony                                               | Beth Miller                 |              |
| 2019 | Palm Beach                                            | Bridget                     |              |
| 2019 | Miss Fisher and the Crypt of Tears                    | Lady Eleanor Lofthouse      |              |
| 2021 | Malignant                                             | Dr. Florence Weaver         |              |
| 2021 | Ruby's Choice                                         | Sharon                      | Pós-produção |

### Televisão
| Ano  | Título             | Papel            | Observações                                               |
| ---- | ------------------ | ---------------- | --------------------------------------------------------- |
| 1992 | A Country Practice | Meredith Hendrix | Convidada, no episódio duplo "Riding for a Fall"          |
| 2002 | Without a Trace    | Patricia Mills   | Convidada, no episódio "Deep Water" (11 de Março de 2007) |
| 2004 | The 4400           | Diana Skouris    | Protagonista                                              |
| 2006 | Two Twisted        | Sarah Carmody    | Convidada, no episódio "Saviour"                          |